# 藤原可可亞
藤原可可亞（藤原ここあ，1983年4月28日—2015年3月31日）是日本女性漫畫家，出生於福岡縣北九州市。代表作為《妖狐×僕SS》。
1998年在艾尼克斯主辦的第7回21世紀漫畫大賞以《Beauty and the Beast》獲得佳作，當時筆名藤原牛奶（藤原みるく）。出道作《Calling》於艾尼克斯月刊GANGAN WING1999年3月号發表。2000年開始在月刊GANGAN WING連載《我的狼魔王》《我的狼情人》以及相關的續篇《dear 親愛的》。
2015年4月8日，月刊GANGAN JOKER官方網站公布藤原年僅31歲、已於3月31日逝世的消息，表示死因為病逝，喪禮僅有親屬參加。

## 作品列表

### 漫畫
下列作品全由Square Enix發行。
- 我的狼魔王（全1冊，2001年8月27日）長鴻出版
- 我的狼情人（全1冊，2002年2月27日）長鴻出版
- dear 親愛的（全12冊、2002年12月25日～2008年2月27日）東立出版
- 千金小姐與妖怪執事 -藤原ここあ短篇集-（2009年4月22日）東立出版
- 妖狐×僕SS（全11冊，2010年4月22日～2014年7月22日）東立出版
- 曾經、魔法少女和邪惡相互為敵。（全3冊，2014年7月22日～2016年3月22日、絕筆）東立出版

### 廣播劇CD
- （原作、劇本、插畫）
  - 2004年4月24日發售。
- （原作、劇本、插畫）
  - 2006年8月4日發售。
- （原作、劇本、插畫）
  - 2015年2月25日發售。

### 插畫
- 主題「自由」（GANGAN ONLINE2008年11月13日）

### 遊戲
- I DOLL U（otomate、人物設計）[4]

## 外部連結
- 一日一言たまに二言（页面存档备份，存于） - 本人部落格（日語）
- 藤原可可亞的X（前Twitter）（日語）